# Scuola Superiore Guglielmo Reiss Romoli
La Scuola Superiore Guglielmo Reiss Romoli  (SSGRR) était l’Académie internationale et le centre de recherche sur les technologies de l'information et de la communication (TIC) de Telecom Italia, fondée à L'Aquila en 1976 par STET.

## L'histoire

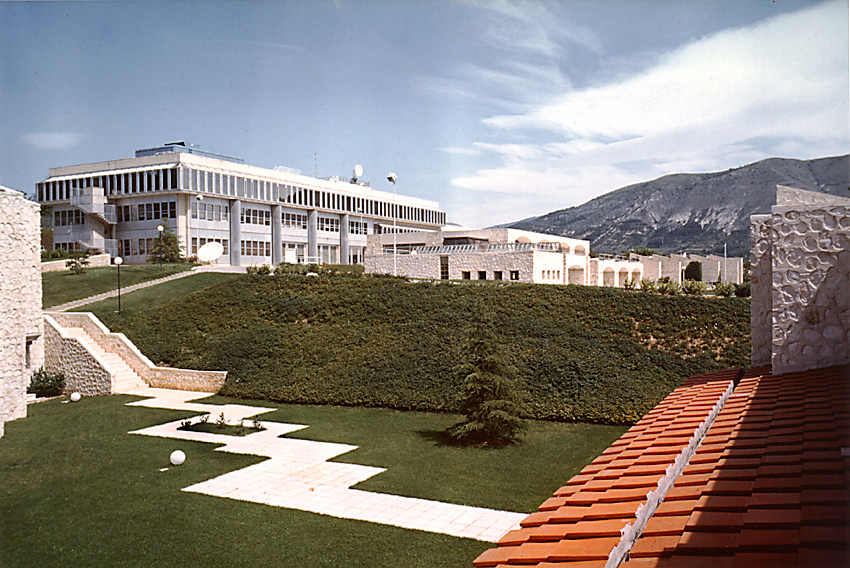
Campus

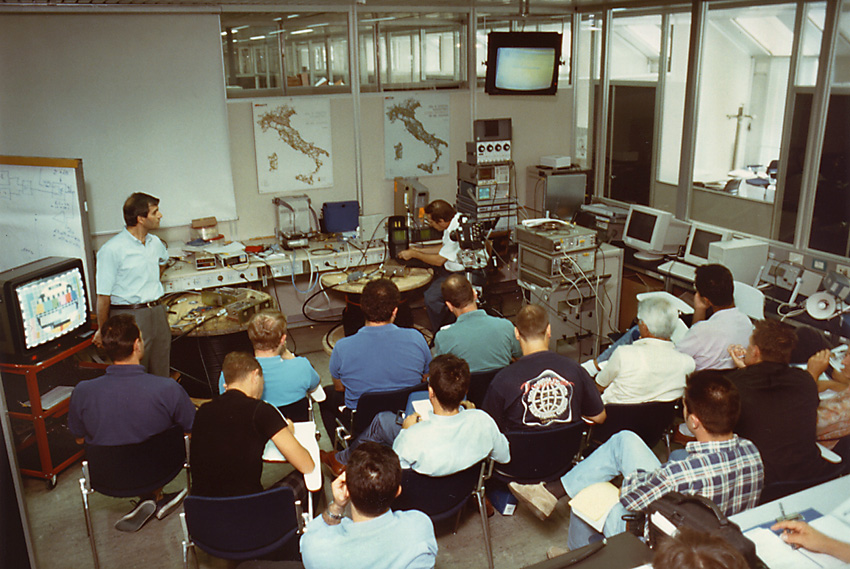
Laboratoires

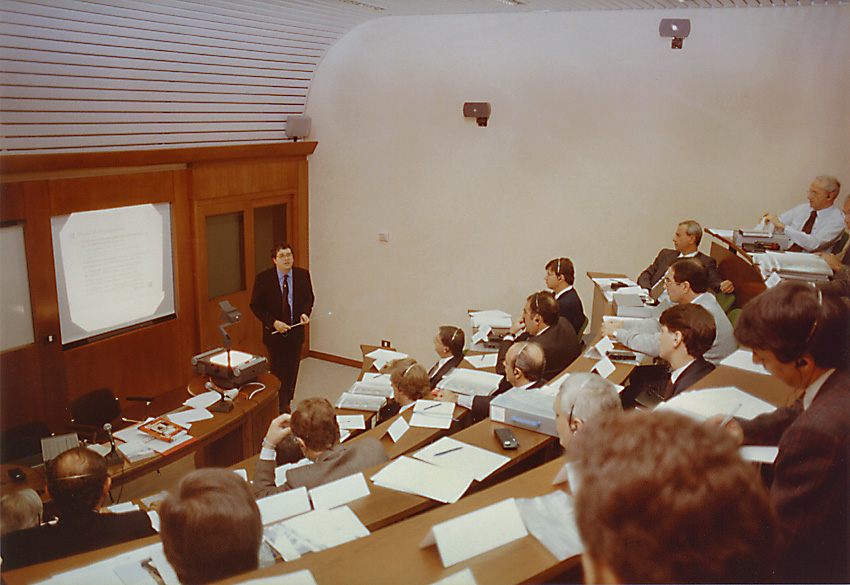
Interprétation simultanée

Cette école, qui doit son nom à Guglielmo Reiss Romoli, le premier directeur général de STET d’après-guerre, a été créée pour répondre à la nécessité de former les nouveaux ingénieurs et cadres dans le secteur des télécommunications. SSGRR a commencé ses activités dans un bureau temporaire à L'Aquila en 1972, dans l'attente de la construction de son campus à Coppito, près de L'Aquila. Le statut juridique de l’école est passé à société par actions le 28 juillet 1976 et l’ouverture officielle du campus a eu lieu en 1977. En 1976, le premier directeur de l’école fut Luigi Bonavoglia, qui devint successivement président de l’école en 1985.
À l’origine, l’école était destinée à la formation post-universitaire des gestionnaires et des dirigeants de SIP et de STET. Les conférenciers étaient en partie internes et en partie provenant d'autres entreprises ou d'universités et de centres de recherche Italiens et internationaux, tels que CSELT. Les domaines couverts par les activités de formation et de recherche étaient à la fois techniques dans le secteur des télécommunications (architecture des réseaux et services de télécommunication, infrastructures et technologies de télécommunication, technologies de l'information…) et managériaux (marketing et stratégie, organisation, réglementation…).
La portée des travaux du SSGRR était très grande, du fait que le groupe était composé de sociétés allant de la conception de circuits intégrés chez SGS au développement de logiciels, à la conception d’équipements chez Italtel, en passant par l’exploitation de services de télécommunications par SIP. Les activités ont été progressivement ouvertes même aux participants d'entreprises n'appartenant pas au groupe STET, renforçant ainsi le rôle de l'école en tant que centre d'excellence dans le secteur des télécommunications.
En 2001, une fusion a été réalisée, en incorporant dans SSGRR, d’autres sociétés du groupe Telecom Italia spécialisées dans la formation (‘Consiel Formazione’ et Trainet) et des centres de formation de Telecom Italia, et renommées globalement sous le nom de Telecom Italia Learning Services (TILS). En juillet 2006, la spin-off de TILS du groupe Telecom Italia a eu lieu, créant une nouvelle société, TILS Holding, détenue par Cegos et Camporlecchio Educational. Après plusieurs événements corporatifs et judiciaires qui ont conduit à l'arrestation du directeur général Renzo Bracciali le 28 avril 2009, TILS Holding a mis fin à ses opérations en 2009.
À la suite de la fermeture de l'entreprise, une grande partie du personnel a été réintégrée dans la filiale HR Services de Telecom Italia, et la marque ‘Reiss Romoli’ a été reprise par un groupe d'anciens employés qui ont relancé les activités de formation en créant une nouvelle entreprise, toujours basée à L'Aquila.

## Architecture

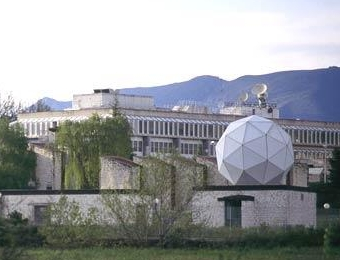
Antenne satellite

La conception de l'école ‘Reiss Romoli’ a été réalisée par le studio Antonelli-Greco de Rome, qui a construit un campus inspiré des collèges anglo-saxons. La structure est caractérisée par des murs en pierre et est construite selon des critères antisismiques spéciaux. Elle couvre 170 000 mètres carrés et comprend cinq courts de tennis, un terrain de football, des installations multifonctionnelles, un parcours de santé, une piscine et deux salles de sport.
Le corps principal du bâtiment abrite toutes les installations consacrées aux activités éducatives, telles que les salles de classe, l'auditorium, la bibliothèque, les laboratoires, le centre de publication et le centre multimédia. Il abrite également les bureaux du personnel de l'école. À droite du corps central par rapport à l'entrée principale, se trouve le bloc des 120 premières résidences, avec un bloc supplémentaire de 80 résidences à gauche.
Après la fin des activités scolaires et le séisme de 2009 à L'Aquila, le campus a été utilisé pendant un certain temps par l'Université de L'Aquila et est resté inutilisé par la suite.

## Activités

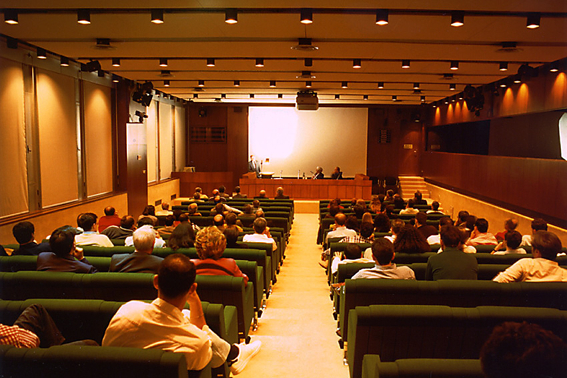
Auditorium

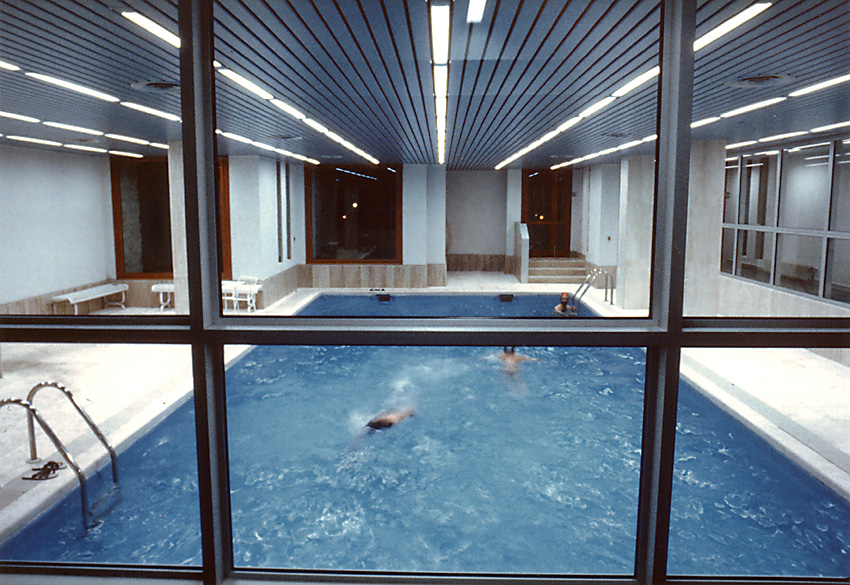
Piscine

Les activités de formation scolaire étaient principalement basées sur un modèle résidentiel, raison pour laquelle le campus avait été construit. L’organisation des cours a été assurée par la faculté interne, avec des chargés de cours internes spécialisés dans les domaines technique et de la gestion ; ils ont été assistés par des conférenciers externes d'universités, de centres de recherche et d'entreprises du secteur des télécommunications. Pour soutenir l'activité didactique, des laboratoires étaient disponibles pour effectuer des tests et des mesures sur des équipements similaires à ceux utilisés sur le terrain par les opérateurs.
Les cours ont été organisés sur demande et ‘sur proposition’ au moyen d’un catalogue de programmes. Le ‘Corso di Perfezionamento in Telecomunicazioni’ (cours de spécialisation en télécommunications), qui durait plusieurs mois et était obligatoire pour tous les employés nouvellement embauchés du groupe Telecom Italia. La formation au catalogue comptait environ 250 cours d’une durée d’une semaine en ingénierie de l'information, gestion d'entreprise et sujets internationaux.
En 1996, l'école a commencé ses activités d'apprentissage en ligne. Le résultat le plus significatif dans ce domaine a été la participation au projet SkillPass en 1999, organisé par ‘Sviluppo Italia’ (agence gouvernementale de développement), qui a permis de former environ 700 participants aux compétences liées à Internet et aux technologies Web.
Sur la base de la disponibilité du corps professoral interne, des activités de conseil ont également été proposées tant sur la conception de projets de formation que sur des domaines spécialisés dans les domaines techniques et de la gestion. Toutes les activités éducatives de l'école étaient certifiées ISO 9001, ce qui a permis à Reiss Romoli de participer à des appels d'organisations internationales et de l'administration publique.
S'appuyant sur l'infrastructure du campus et l'organisation de cours internationaux, l'école a également commencé à organiser des conférences nationales et internationales. Une bibliothèque avec des livres et des magazines était disponible pour consultation par les participants.
Pour soutenir ses activités de formation, l'école disposait d'un centre de publication et d'un centre de production multimédia pour distribuer du matériel éducatif. L’activité de publication a été progressivement étendue à l’impression locale du bulletin trimestriel ‘Società dell'informazione’ (Société de l’information), aux actes des conférences tenues sur son site et aux réimpressions de livres scientifiques.

## Publications

### Réimpressions anastatiques
1. Luigi Sacco, Manuale di crittografia, L'Aquila, Scuola Superiore Guglielmo Reiss Romoli (SSGRR), 1986 (OCLC 876048483)
2. James Clerk Maxwell, A treatise on electricity and magnetism, L'Aquila, SSGRR, 1989 (OCLC 949244806)
3. Galileo Galilei, Discorsi e dimostrazioni matematiche intorno a due nuove scienze attenenti alla meccanica, ed ai movimenti locali, L'Aquila, Scuola Superiore Guglielmo Reiss Romoli (SSGRR), 1990 (ISBN 978-88-85280-06-9)
4. Augusto Righi, L'ottica delle oscillazioni elettriche : studio sperimentale sulla produzione di fenomeni analoghi ai principali fenomeni ottici per mezzo delle onde elettromagnetiche, L'Aquila, Scuola Superiore Guglielmo Reiss Romoli (SSGRR), 1991 (OCLC 876048533)
5. Isaac Newton, Mathematical Principles of Natural Philosophy, L'Aquila, SSGRR, 1992, 547 p. (ISBN 978-88-85280-14-4)
6. John Renshaw Carson, Electric circuit theory and the operational calculus, L'Aquila, SSGRR, 1993 (ISBN 978-88-85280-31-1)

### Livres
1. (it) Ingegneria del software, L'Aquila, Felice  Andreis, 1977 (lire en ligne)
2. (it) Emiliano Pollino, Giorgio Baccarani et al, L'affidabilità dei componenti elettronici a semiconduttore, L'Aquila, Scuola Superiore Guglielmo Reiss Romoli (SSGRR), 1987 (OCLC 797218429)
3. (it) Stefano Breccia, Algoritmi per grafica mediante elaboratore, L'Aquila, Scuola Superiore Guglielmo Reiss Romoli (SSGRR), 1988 (OCLC 799842474)
4. (it) Emanuele Angeleri et al, Tecniche di trasmissione dati, L'Aquila, Scuola Superiore Guglielmo Reiss Romoli (SSGRR), 1990 (ISBN 978-88-85280-01-4)
5. (it) Aldo Gilardini, Teoria dei segnali, L'Aquila, Scuola Superiore Guglielmo Reiss Romoli (SSGRR), 1990 (ISBN 978-88-85280-00-7)
6. (it) Luigi Bonavoglia, Il segnale telefonico, L'Aquila, Scuola Superiore Guglielmo Reiss Romoli (SSGRR), 1991 (ISBN 978-88-85280-09-0)
7. (it) Paolo Corsini et Graziano Frosini, Architettura dei sistemi a microprocessore, L'Aquila, Scuola Superiore Guglielmo Reiss Romoli (SSGRR), 1991 (ISBN 978-88-85280-07-6)
8. (it) Milena Buttò, Ingegneria del traffico nelle reti di telecomunicazioni, L'Aquila, Scuola Superiore Guglielmo Reiss Romoli (SSGRR), 1991, 448 p. (ISBN 978-88-85280-10-6)
9. (it) Eraldo Damosso, Loris Stola et Paolo Semenzato, Radiopropagazione, L'Aquila, Scuola Superiore Guglielmo Reiss Romoli (SSGRR), 1992 (ISBN 978-88-85280-16-8)
10. (it) P L Bargellini, Aldo Gilardini et al, Comunicazioni spaziali, L'Aquila, Scuola Superiore Guglielmo Reiss Romoli (SSGRR), 1992 (ISBN 978-88-85280-13-7)
11. (it) Guido Paladin et Gaetano Vespasiano, Collegamenti in fibra ottica, L'Aquila, Scuola Superiore Guglielmo Reiss Romoli (SSGRR), 1992, 347 p. (ISBN 978-88-85280-12-0)
12. (it) Domenico Serafini, La rete numerica integrata nei servizi (ISDN), L'Aquila, Scuola Superiore Guglielmo Reiss Romoli (SSGRR), 1993 (ISBN 978-88-85280-34-2)
13. (it) Franco Grimaldi, Valerio Zingarelli et Paolo Semenzato, Sistemi radiomobili cellulari, L'Aquila, Scuola Superiore Guglielmo Reiss Romoli (SSGRR), 1993, 204 p. (ISBN 978-88-85280-11-3)
14. (it) Jules Kadish et Attilia Properzi, Marketing internazionale, L'Aquila, Scuola Superiore Guglielmo Reiss Romoli (SSGRR), 1993 (ISBN 978-88-85280-35-9)
15. (it) Giovanni Cancellieri et Ennio Gambi, Probabilità e fenomeni aleatori, L'Aquila, Scuola Superiore Guglielmo Reiss Romoli (SSGRR), 1994 (ISBN 978-88-85280-30-4)
16. (it) Maurizio Ambrosini, Gabriele Gabrielli et al, Risorsa umana, sistemi sociali e cultura d'impresa : letture per valorizzare la persona nelle organizzazioni, L'Aquila, Scuola Superiore Guglielmo Reiss Romoli (SSGRR), 1994 (ISBN 978-88-85280-29-8)
17. (it) Giorgio Levi et Frederic Patricelli, Prolog : Linguaggio, applicazioni ed implementazioni, L'Aquila, Scuola Superiore Guglielmo Reiss Romoli (SSGRR), 1994 (ISBN 978-88-85280-15-1)
18. (it) Franco Ferrarotti et Pietro Crespi, La parola operaia : cento anni di vita operaia, 1892-1992, L'Aquila, Scuola Superiore Guglielmo Reiss Romoli (SSGRR), 1994, 521 p. (ISBN 978-88-85280-27-4)
19. (it) Silvano Gai, Pier Luca Montessoro et Pietro Nicoletti, Reti locali. Dal cablaggio all'internetworking, L'Aquila, Scuola Superiore Guglielmo Reiss Romoli (SSGRR), 1995, 770 p. (ISBN 978-88-85280-22-9)
20. (it) Le reti a commutazione di pacchetto X 25, L'Aquila, Roberto Pignatelli, 1995 (ISBN 9788885280267)
21. (it) Stefano Breccia, I numeri nella storia dell'umanità, L'Aquila, Scuola Superiore Guglielmo Reiss Romoli (SSGRR), 1995 (ISBN 978-88-85280-21-2)
22. (it) Mauro Giaconi, Roberto Piermarini et Paolo Semenzato, Modulazione numerica, L'Aquila, Scuola Superiore Guglielmo Reiss Romoli (SSGRR), 1995, 375 p. (ISBN 978-88-85280-32-8)
23. (it) Piero Carducci et Raffaele Pugliesi, La valutazione degli investimenti in formazione, L'Aquila, Scuola Superiore Guglielmo Reiss Romoli (SSGRR), 1995 (ISBN 978-88-85280-25-0)
24. (it) Aldo Roveri, Reti di telecomunicazioni : principi generali, L'Aquila, Scuola Superiore Guglielmo Reiss Romoli (SSGRR), 1995 (ISBN 978-88-85280-23-6)
25. (it) Mauro Giaconi, Analisi dei sistemi di trasmissione, L'Aquila, Scuola Superiore Guglielmo Reiss Romoli (SSGRR), 1995 (ISBN 978-88-85280-20-5)
26. (it) Umberto Pellegrini, Il libro elettronico : un nuovo strumento per imparare, L'Aquila, SSGRR, 1995 (ISBN 978-88-85280-24-3)
27. (it) Pietro Valocchi et Daniele Sereno, Codifica numerica del segnale audio, L'Aquila, Scuola Superiore Guglielmo Reiss Romoli (SSGRR), 1996, 383 p. (ISBN 978-88-85280-55-7)
28. (it) Riccardo Melen, Architetture di commutazione ATM, L'Aquila, SSGRR, 1996 (ISBN 978-88-85280-36-6)
29. (it) Attilia Properzi, Il marketing delle telecomunicazioni : dal monopolio alla concorrenza. L'analisi dell'evoluzione attraverso alcuni casi, L'Aquila, Scuola Superiore Guglielmo Reiss Romoli (SSGRR), 1996 (ISBN 978-88-85280-38-0)
30. (it) AA.VV., Problemi della società dell'informazione : articoli tratti da Società dell'informazione, 1992-1996., L'Aquila, Scuola Superiore Guglielmo Reiss Romoli (SSGRR), 1996 (ISBN 978-88-85280-54-0)
31. (it) Terzo millennio. Dal bosone di Higgs al villaggio virtuale, L'Aquila, Giuseppe Lizza, 1997 (ISBN 9788885280410)
32. (it) Attilio Achler, Easy GSM, L'Aquila, SSGRR, 1997, 100 p. (ISBN 978-88-85280-42-7)
33. (it) Le fibre ottiche per telecomunicazioni, L'Aquila, Gaetano Vespasiano, 1997 (ISBN 9788885280373)
34. (it) Umberto Silvestri, La rivoluzione delle telecomunicazioni, L'Aquila, Scuola Superiore Guglielmo Reiss Romoli (SSGRR), 1998 (ISBN 978-88-85280-48-9)
35. (it) Mauro Giaconi, Roberto Piermarini et Paolo Semenzato, Trasmissione numerica, L'Aquila, SSGRR, 1999 (ISBN 978-88-85280-51-9)
36. (it) Gianfranco Pasquino, Capire l'Europa, L'Aquila, Scuola Superiore Guglielmo Reiss Romoli (SSGRR), 1999 (OCLC 849199557)
37. (it) Laura Nardone et Tiziana Paris, Teorie organizzative, vol. 1, L'Aquila, Antonio Zappi, coll. « Lezioni di organizzazione aziendale », 1997 (ISBN 9788885280403)
38. (it) Attilia Properzi, Analisi strategica e quadro competitivo, vol. 2, L'Aquila, Antonio Zappi, coll. « Lezioni di organizzazione aziendale », 1996 (ISBN 9788885280175)
39. (it) Piero Carducci et Marina Braccini, Le strutture organizzative, vol. 3, L'Aquila, Antonio Zappi, coll. « Lezioni di organizzazione aziendale », 1998 (ISBN 9788885280458)
40. (it) Piero Carducci et Dante Mancini, I meccanismi operativi, vol. 4, L'Aquila, Antonio Zappi, coll. « Lezioni di organizzazione aziendale », 1996 (ISBN 9788885280564)
41. (it) Marina Giardini et Roberta Nicchiarelli, Gestione delle risorse umane, vol. 5, L'Aquila, Antonio Zappi, coll. « Lezioni di organizzazione aziendale », 1998 (ISBN 9788885280465)
42. (it) Roberta Nicchiarelli, La leadership, vol. 6, L'Aquila, Antonio Zappi, coll. « Lezioni di organizzazione aziendale », 1996 (ISBN 9788885280595)
43. (it) Piero Carducci et Luciana Del Beato, Le aziende di servizi nella realtà contemporanea, vol. 7, L'Aquila, Antonio Zappi, coll. « Lezioni di organizzazione aziendale », 1997 (ISBN 9788885280441)
44. (it) Marina Braccini, La qualità totale come strategia competitiva, vol. 8, L'Aquila, Antonio Zappi, coll. « Lezioni di organizzazione aziendale », 1998 (ISBN 9788885280472)
45. (it) Piero Carducci et Alessandro Fiocco, Il paradigma gerarchia-mercato nelle decisioni di outsourcing dell'information technology, vol. 9, L'Aquila, Antonio Zappi, coll. « Lezioni di organizzazione aziendale », 1999 (ISBN 9788885280496)
46. (it) Luciana Del Beato et Valentina Madama, La strategia del servizio nella nuova economia, vol. 10, L'Aquila, Antonio Zappi, coll. « Lezioni di organizzazione aziendale », 1999 (ISBN 9788885280502)

### Actes de congrès
1. Convegno sui ponti radio, L'Aquila, SSGRR, 17 mai 1979 (lire en ligne)
2. Yannis Tsividis (éd.) et Paolo Antognetti (éd), Design of MOS VLSI circuits for telecommunications, L'Aquila, SSGRR, june 18-29, 1984 (ISBN 9780132006439)
3. International EURASIP Workshop on Coding of HDTV, vol. 1, L'Aquila, SSGRR, november 12-13, 1986 (OCLC 931019589)
4. International EURASIP Workshop on Coding of HDTV, vol. 2, L'Aquila, SSGRR, november 12-13, 1986 (OCLC 931019543)
5. Identificazione di modelli controllo di sistemi elaborazione di segnali, L'Aquila, SSGRR, 1989 (OCLC 909374856)
6. 2nd International Workshop on Signal Processing of HDTV, L'Aquila, SSGRR, february 29 - march 2, 1988 (OCLC 931019574)
7. Vito Cappellini (éd.), Intelligent terminals - COST 229 action (WG.3) workshop, L'Aquila, SSGRR, avril 1992 (lire en ligne)
8. C. Verkerk (éd.), 1992 CERN School of Computing, L'Aquila, SSGRR, august 30 - september 12, 1992 (OCLC 898903512)
9. Francesco Melchiorri (éd.) et Pierre Encrenaz (éd.), Infrared astronomy from space, L'Aquila, SSGRR, 1992 (lire en ligne)
10. C. Verkerk (éd.), 1993 CERN School of Computing, L'Aquila, SSGRR, september 12-25, 1993 (OCLC 257538990)
11. W J Barr (éd.) et A Pelaggi (éd.), TINA '93: Proceedings of the Fourth Telecommunications Information Networking Architecture Workshop, L'Aquila, SSGRR, 1993 (OCLC 221581267)
12. Summer course on Power electronics and drives, L'Aquila, SSGRR, july 28 - august 3, 1994 (lire en ligne)
13. Delphi '99 : Italia : primi passi nel nuovo millennio, L'Aquila, SSGRR, 1999 (lire en ligne)
14. 7th IFIP/IEEE International workshop on distributed systems operations & management, L'Aquila, SSGRR, october 28-30, 1996 (OCLC 438711003)
15. Frederic Patricelli (éd.) et Pradeep K Ray (éd.), HEALTHCOM2001: 3rd International Workshop on Enterprise Networking and Computing in Healthcare Industry, L'Aquila, SSGRR, june 29 - july 1, 2001 (ISBN 9788885280533)
16. International Conference on Advances in Infrastructure for Electronic Business, Science and Education on the Internet, L'Aquila, SSGRR, july 31 - august 6, 2000 (ISBN 88-85280-52-8)
17. Lars Frank (éd.), International Conference on Advances in Infrastructure for Electronic Business, Science and Education on the Internet, L'Aquila, SSGRR, august 6-12, 2001 (ISBN 88-85280-61-7)
18. International Conference on Advances in Infrastructure for e-Business, e-Education, e-Science and e-Medicine on the Internet, L'Aquila, SSGRR, 21-27 january 2002 (ISBN 88-85280-62-5)
19. International Conference on Advances in Infrastructure for e-Business, e-Education, e-Science and e-Medicine on the Internet, L'Aquila, SSGRR, 29 july - 4 august, 2002 (ISBN 88-85280-63-3)
20. International Conference on Advances in Infrastructure for Electronic Business, Science and Education on the Internet, L'Aquila, SSGRR, 6-12 january 2003 (ISBN 9788885280755)
21. International Conference on Advances in Infrastructure for e-Business, e-Education, e-Science, e-Medicine and Mobile Technologies on the Internet, L'Aquila, SSGRR, 28 july - 3 august, 2003 (ISBN 88-85280-74-9)